# Daniel Schmachtenberger
Daniel Schmachtenberg är en amerikansk samhällsfilosof och medgrundare av The Consilience Project, en ideell medieorganisation som katalyserar kritiska samtal om mänsklighetens framtid för att främja allmänhetens förståelse och dialog.

## Biografi
Schmachtenberger är son till Randy Schmachtenberger.
Han studerade vid Body Mind College i San Diego och Maharishi International University, där han läste rådgivning, psykologi och matematik.

## The Consilience Project
Organisationen publicerar nya studier om styrningsdesign, global riskminimering och kultur. Dessutom fördjupar organisationens innehåll sig i de stora utmaningar och existentiella hot som mänskligheten står inför och de underliggande problemen med nuvarande metoder för att hantera dem.
Deras forskning beskriver också omformningen av sociala system och institutioner och hur det måste vara för att fria, öppna, icke-auktoritära samhällen ska kunna blomstra. Dessutom syftar den till att främja allmänhetens uppfattning och dialog om framväxande civilisationer.

## Schmachtenberger i Sverige
I september 2023 besökte Schmachtenberger Stockholm där han deltog i en diskussion med rubriken What's Important? hos NAV Sweden i Stockholm tillsammans med Nora Bateson och Nate Hagens. Han gav också en introduktion till vad han kallar metakris  vid Stockholm Impact Week 2023 arrangerad av Norrsken Foundation

## Officiell webbplats
https://civilizationemerging.com/about/